# 새원천
새원천은 서울특별시 서초구 내곡동에서 발원하여 여의천으로 흘러드는 하천이다. 1990년 12월 10일부터 이듬해 12월 30일까지 0.3 km 구간에 한하여 제방 정비 공사를 진행하였다.